# Xenohyla truncata
Xenohyla truncata е вид жаба от семейство Дървесници (Hylidae). Видът е почти застрашен от изчезване.

## Разпространение
Разпространен е в Бразилия.

## Описание
Популацията на вида е намаляваща.